# 오타촌 (아이치현 니와군)
오타촌(太田村)은 아이치현 니와군에 설치되었던 촌이다. 현재의 오구치정에 해당한다.